# Gli anni di Cristo
Gli anni di Cristo è il secondo album in studio del cantautore italiano Mobrici, pubblicato il 31 marzo 2023 per l'etichetta Maciste Dischi.
I singoli "Amore mio dove sei", "Piccola" e "Figli del futuro" sono stati inseriti da Recensiamo Musica tra le 100 canzoni indie più belle del 2023.

## Tracce
Testi di Mobrici.
1. Stavo pensando a te – 4:09
2. Amore mio dove sei (feat. Vasco Brondi) – 3:43
3. Piccola – 3:09
4. Revolver – 3:18
5. Kaiserkeller – 1:54
6. Sexe – 2:18
7. Summer dolce vita – 2:26
8. Luna – 3:10
9. Figli del futuro – 2:51
10. Luci del Colosseo – 3:11
11. Sophia – 3:04

Durata totale: 33:13